# Guy Edwards
Guy Richard Goronwy Edwards (Macclesfield, 30 de dezembro de 1942) é um ex-automobilista da Inglaterra.
Seu filho Sean Edwards morreu em uma prova da Porsche Supercup na Austrália em 2013.

## Fórmula 1[2]
(legenda) 
| Ano  | Nome Oficial da Equipe          | Chassis      | Motor                | 1        | 2         | 3   | 4        | 5        | 6       | 7       | 8         | 9         | 10        | 11       | 12  | 13  | 14       | 15  | 16  | 17  | Pontos | Posição  |
| ---- | ------------------------------- | ------------ | -------------------- | -------- | --------- | --- | -------- | -------- | ------- | ------- | --------- | --------- | --------- | -------- | --- | --- | -------- | --- | --- | --- | ------ | -------- |
| 1974 | Embassy Racing with Graham Hill | Lola T370    | Ford Cosworth DFV V8 | ARG 11 F | BRA Ret F | RSA | ESP NQ F | BEL 12 F | MON 8 F | SWE 7 F | NED Ret F | FRA 15 F  | GBR DNS F | GER NQ F | AUT | ITA | CAN      | USA |     |     | 0      | NC (21º) |
| 1976 | Penthouse Rizla Racing          | Hesketh 308D | Ford Cosworth DFV V8 | BRA      | RSA       | USW | ESP      | BEL NQ G | MON     | SUE     | FRA 17 G  | GBR Ret G | GER 15 G  | AUT      | HOL | ITA | CAN 20 G | EUA | JAP |     | 0      | NC (39º) |
| 1977 | Rotary Watches Stanley-BRM      | BRM P207     | BRM P202 V12         | ARG      | BRA       | RSA | USW      | ESP      | MON     | BEL     | SWE       | FRA       | GBR NPQ G | GER      | AUT | NED | ITA      | USA | CAN | JPN | -      | -        |

### 24 Horas de Le Mans[3]
| Ano  | Equipe                                            | Nº | Co-Pilotos                       | Chassi                              | Pneus | Classe | Voltas | Posição | Posição Na Categoria |
| Ano  | Equipe                                            | Nº | Co-Pilotos                       | Motor                               | Pneus | Classe | Voltas | Posição | Posição Na Categoria |
| ---- | ------------------------------------------------- | -- | -------------------------------- | ----------------------------------- | ----- | ------ | ------ | ------- | -------------------- |
| 1971 | Camel Filters Team Huron                          | 50 | Roger Enever                     | Lola T212                           | D     | P 2.0  | 55     | DNF     | DNF                  |
| 1971 | Camel Filters Team Huron                          | 50 | Roger Enever                     | Ford Cosworth FVC 1.8L I4           | D     | P 2.0  | 55     | DNF     | DNF                  |
| 1977 | Porsche Kremer Racing                             | 42 | John Fitzpatrick Nick Faure      | Porsche 935 K2                      | M     | Gr.5   | 15     | DNF     | DNF                  |
| 1977 | Porsche Kremer Racing                             | 42 | John Fitzpatrick Nick Faure      | Porsche Type-935 2.8L Turbo Flat-6  | M     | Gr.5   | 15     | DNF     | DNF                  |
| 1978 | IBEC Racing Developments, Ltd.                    | 19 | Ian Grob Ian Bracey              | Ibec-Hesketh 308LM                  | G     | S +2.0 | 195    | DNF     | DNF                  |
| 1978 | IBEC Racing Developments, Ltd.                    | 19 | Ian Grob Ian Bracey              | Ford Cosworth DFV 3.0L V8           | G     | S +2.0 | 195    | DNF     | DNF                  |
| 1979 | March Racing                                      | 16 | Dieter Quester Ian Grob          | March-BMW M1                        | D     | S +2.0 | -      | NQ      | NQ                   |
| 1979 | March Racing                                      | 16 | Dieter Quester Ian Grob          | BMW M88 3.5L S6                     | D     | S +2.0 | -      | NQ      | NQ                   |
| 1980 | J.L.P. Racing                                     | 73 | John Paul Sr. John Paul Jr.      | Porsche 935-JLP2                    | G     | IMSA   | 313    | 9º      | 2º                   |
| 1980 | J.L.P. Racing                                     | 73 | John Paul Sr. John Paul Jr.      | Porsche 930 3.0L F6 turbo           | G     | IMSA   | 313    | 9º      | 2º                   |
| 1981 | GRID Team Lola                                    | 18 | Emilio de Villota Juan Fernández | Lola T600                           | G     | S +2.0 | 287    | 15º     | 3º                   |
| 1981 | GRID Team Lola                                    | 18 | Emilio de Villota Juan Fernández | Ford Cosworth DFL 3.3L V8           | G     | S +2.0 | 287    | 15º     | 3º                   |
| 1982 | GRID Team Lola                                    | 18 | Rupert Keegan Nick Faure         | Lola T600                           | A     | C      | 72     | DNF     | DNF                  |
| 1982 | GRID Team Lola                                    | 18 | Rupert Keegan Nick Faure         | Ford Cosworth DFL 3.3L V8           | A     | C      | 72     | DNF     | DNF                  |
| 1983 | John Fitzpatrick Racing                           | 73 | John Fitzpatrick Rupert Keegan   | Porsche 956                         | G     | C      | 358    | 5º      | 5º                   |
| 1983 | John Fitzpatrick Racing                           | 73 | John Fitzpatrick Rupert Keegan   | Porsche Type-935 2.6L Turbo Flat-6  | G     | C      | 358    | 5º      | 5º                   |
| 1984 | Skoal Bandit Porsche Team John Fitzpatrick Racing | 36 | Rupert Keegan Roberto Moreno     | Porsche 962                         | Y     | C1     | 72     | DNF     | DNF                  |
| 1984 | Skoal Bandit Porsche Team John Fitzpatrick Racing | 36 | Rupert Keegan Roberto Moreno     | Porsche Type-935 2.6 L Turbo Flat-6 | Y     | C1     | 72     | DNF     | DNF                  |
| 1985 | John Fitzpatrick Racing                           | 33 | Jo Gartner David Hobbs           | Porsche 956B                        | Y     | C1     | 366    | 4º      | 4º                   |
| 1985 | John Fitzpatrick Racing                           | 33 | Jo Gartner David Hobbs           | Porsche Type-935 2.6 L Turbo Flat-6 | Y     | C1     | 366    | 4º      | 4º                   |